# Aukuba

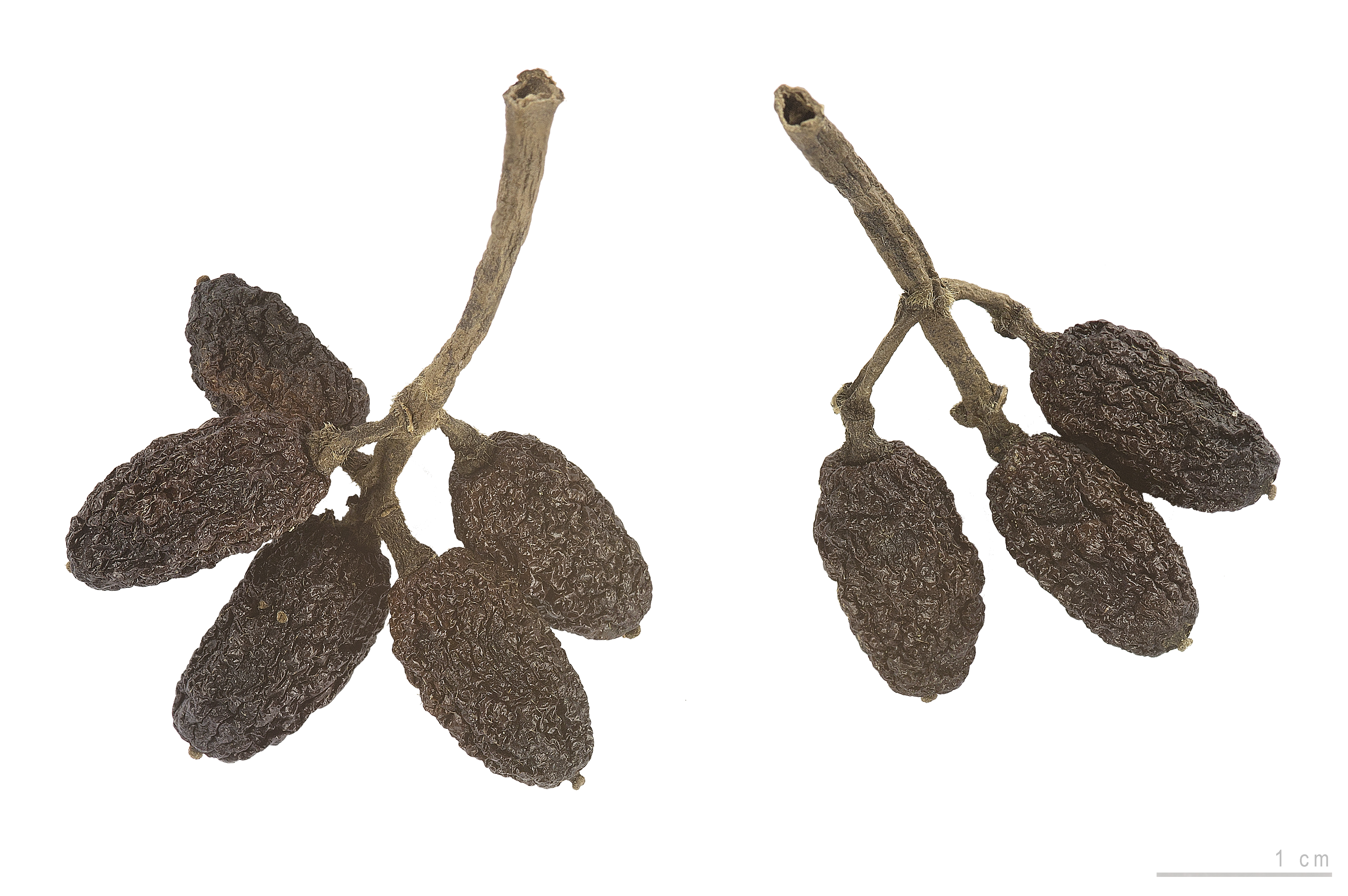
Aucuba japonica

Aukuba (Aucuba japonica) är en växt inom släktet aukubasläktet (Aucuba) och familjen garryaväxter (Garryaceae). Odlad i kruka kan aukuban bli meterhög, men på sin naturliga växtplats blir den uppåt 5 meter hög. Aukuba är en väl förgrenad buske som kan övervintra i skyddade lägen i växtzon 1.[källa behövs] Bladen är läderartade och spetsigt ovala. 
Hos den rena arten är de helt ljusgröna medan den sort som främst förekommer i Sverige, 'Variegata', har ganska små gula fläckar på mörkt gröna blad. Det finns även andra sorter där marmoreringen är mer framträdande och gulare.
Aukuba ansågs tidigare tillhöra kornellväxterna, men nyare klassificeringssystem som baseras på genetisk forskning placerar aukubasläktet i familjen Garryaceae istället.[källa behövs]
Det vetenskapliga namnet Aucuba är det japanska namnet på växten. Japonica betyder japansk.

## Förekomst
Aukuba härstammar ursprungligen från Japan.

## Odling
Aukuba behöver mycket ljus men trivs inte i direkt sol. Den kommer från ett förhållandevis svalt och fuktigt havsklimat och trivs därför inte med alltför höga temperaturer. Kan med fördel placeras på skuggig plats utomhus på sommaren och på en plats med 5–15°C på vintern. Ett orangeri är en idealisk övervintringsplats, men det är inte många förunnat att ha tillgång till ett. Duscha den gärna med ljummet vatten så ofta det är möjligt. Vattna så att jorden aldrig är riktigt torr. Ge en rejäl rotblöta vid varje vattning och vattna igen när jorden börjar torka upp. Ge krukväxtnäring en gång i veckan under sommarhalvåret, och resten av året endast en gång i månaden. Kan beskäras på våren för att bibehålla vacker form och för att främja utveckling av nya skott. Våren är bäst tid för omplantering och det görs varje eller vartannat år. Står plantan för varmt och torrt, i synnerhet vintertid, kan den angripas av spinnkvalster, men sköldlöss kan också förekomma.
Aukuba förökas enklast med toppsticklingar från de skott som klipps av på våren. De skall kortas av så att endast tre bladpar är kvar och planteras sedan i sandblandad mager jord.